# Агостини, Майк
Майкл Джордж Рэймонд Агостини (англ. Michael George Raymond Agostini; 23 января 1935, Порт-оф-Спейн — 12 мая 2016, Сидней) — тринидадский легкоатлет, бегун на короткие дистанции. Выступал за национальную сборную Тринидада и Тобаго на всём протяжении 1950-х годов. Участник летних Олимпийских игр в Мельбурне, чемпион Игр Британской империи и Содружества наций, дважды серебряный и трижды бронзовый призёр Панамериканских игр, многократный победитель первенств национального значения. Также известен как тренер по лёгкой атлетике и спортивный журналист.

## Биография
Майкл Агостини родился 23 января 1935 года в городе Порт-оф-Спейн на острове Тринидад. Рос в спортивной семье, его отец увлекался футболом, мать играла в хоккей, все братья и сёстры состояли в спортивных секциях во время учёбы в школе. Сам он в школьные годы занимался футболом и боксом, но в конечном счёте сделал выбор в пользу лёгкой атлетики. Одну из первых серьёзных побед одержал в 1952 году, обогнав в том числе ямайского спринтера Херба Маккенли, серебряного олимпийского призёра.
После окончания школы учился в Университете Вилланова в США, где проходил подготовку под руководством именитого американского тренера Джумбо Эллиотта. В возрасте девятнадцати лет на соревнованиях в Вашингтоне установил мировой рекорд в беге на 100 ярдов в помещении, превзойдя олимпийского чемпиона Линди Ремиджино. В том же году он вошёл в основной состав национальной сборной Тринидада и Тобаго и побывал на Играх Британской империи и Содружества наций в Ванкувере, откуда привёз награду золотого достоинства, выигранную в беге на 100 ярдов — обогнал всех своих соперников и стал первым тринидадским спортсменом, кому удалось победить на Играх Содружества.
В 1955 году Агостини выступил на Панамериканских играх в Мехико, где выиграл серебряную медаль на стометровке и бронзовую медаль на двухсотметровой дистанции. Благодаря череде удачных выступлений удостоился права защищать честь страны на летних Олимпийских играх 1956 года в Мельбурне, причём на церемонии открытия ему доверили нести знамя Тринидада и Тобаго. Стартовал в зачёте 100 и 200 метров, в обоих случаях сумел дойти до финала, показав в решающих забегах шестой и четвёртый результаты соответственно.
После мельбурнской Олимпиады остался в основном составе легкоатлетической команды Тринидада и Тобаго и продолжил принимать участие в крупнейших международных соревнованиях. Так, в 1958 году в беге на 100 ярдов он выиграл бронзовую медаль на Играх Британской империи и Содружества наций в Кардиффе, проиграв на финише только Кейту Гарднеру и Тому Робинсону. Последний раз показал сколько-нибудь значимый результат на международной арене в сезоне 1959 года, когда представлял Федерацию Вест-Индии на Панамериканских играх в Чикаго и добавил в послужной список сразу три награды, выигранные в трёх разных спринтерских дисциплинах: серебро в беге на 100 метров, бронза в беге на 200 метров и эстафете 4 × 100 м. Вскоре по окончании этих соревнований принял решение завершить карьеру профессионального спортсмена, уступив место в сборной молодым тринидадским бегунам.
Впоследствии получил степень в области экономики, окончив Университет штата Калифорния в городе Фресно. Затем переехал на постоянное жительство в Австралию, где женился и вырастил четырёх детей. В 1961 году получил австралийское гражданство. Занимался тренерской деятельностью, в разное время тренировал многих известных австралийских спринтеров, в их числе Ральф Даубелл, Эндрю Рэтклифф, Питер Васселла, Дженни Лэйми и др. В течение некоторого времени работал журналистом, в 1960-х годах издавал и редактировал журнал «Лёгкая атлетика», писал статьи для нескольких периодических изданий, автор девяти книг. В 2007 году введён в Зал славы спорта округа Фресно.
В поздние годы Агостини страдал от артрита и рака поджелудочной железы. Умер от рака 12 мая 2016 года в Сиднее.